# Cilia Flores
|  | No s'ha de confondre amb Celia Flores. |

Cilia Flores (Tinaquillo, 1 de gener de 1953) és una política i advocada veneçolana. És diputada al Parlament Nacional, membre de l'Assemblea Nacional Constituent de Veneçuela de 2017, i esposa del president veneçolà Nicolás Maduro.
A partir d'el 14 d'abril de 2013, al guanyar Nicolás Maduro les eleccions presidencials, ella va ser denominada Primera combatiente de Veneçuela. A causa de la crisi presidencial de Veneçuela iniciada el 2019, la Casa Blanca dels Estats Units d'Amèrica i l'Assemblea Nacional de Veneçuela consideren a Fabiana Rosales, esposa de Joan Guaidó, com a primera dama de aquest país.
Va ser procuradora general de la república des del 31 de gener de 2012, així com presidenta de l'Assemblea Nacional des el 15 d'agost de 2006 fins al 5 de gener de 2011. Forma part del Partit Socialista Unit de Veneçuela (PSUV), va ocupar el càrrec de Cap Política d'aquest partit dins de l'Assemblea Nacional, i va presidir la Comissió Permanent de Política Interior de l'Assemblea Nacional de Veneçuela per al període 2011-2012 fins al seu nomenament com a Procuradora.
En les eleccions legislatives de 2015 és elegida diputada a l'Assemblea Nacional de Veneçuela, càrrec que deixa el juliol de 2017 per exercir com a constituent.

## Biografia
Cilia Adela Flores és filla de Cilia Adela Flors (que va morir en l'any 2016 als 87 anys) i de Julio Seijasés, i és l'ex-esposa de Walter Ramon Gavidia Rodríguez. Es va graduar a la Universitat Santa Maria de Caracas com a advocada, especialista en Dret Penal i Laboral. Després de les temptatives de 1992, Flores va defensar els militars rebels aquest any. El 1993 va fundar el Cercle Bolivarà dels Drets Humans i es va sumar al Moviment Bolivarià Revolucionari-200 (MBR-200) que agrupava el corrent esquerrà que s'havia alçat el 1992. Va formar part l'equip jurídic que va gestionar el sobreseïment presidencial de l'aleshores president de la República Rafael Caldera per buscar l'alliberament d'Hugo Chávez el 1994, aconseguint el seu objectiu.
Al no poder legalitzar el MBR-200, participa a 1997 a la fundació del Moviment V República (MVR), partit polític que buscava l'elecció presidencial d'Hugo Chávez en els comicis de 1998, en els quals Chávez va triomfar amb el 56% dels vots. En les eleccions parlamentàries de 2000, Cilia Flores obté un escó en l'Assemblea Nacional i després és reelecta el 2005 per a un segon període.
És l'esposa del President de la República Bolivariana de Veneçuela i exministre de Relacions Exteriors, Nicolás Maduro, que va presidir el parlament durant el període de sessions 2005-2006. Després de la sortida de Maduro de l'Assemblea Nacional a l'agost de 2006 per ocupar el càrrec ministerial, Flores va ser elegida en la votació interna parlamentària com a presidenta de l'Assemblea Nacional, sent la primera dona veneçolana a aconseguir aquest càrrec.
El 2007 va passar a formar part del PSUV, després de la desaparició del MVR. Per la seva banda, els partidaris del partit de govern han avalat la seva coherència i ferm suport al lideratge del president Hugo Chávez.
El dimarts 31 de gener 2012 va ser nomenada pel president de la República, Hugo Chávez Frías com a Procuradora General de la Nació, segons Decret 8.793 de la Presidència, publicat a la Gaseta Oficial 39.855 del 2 de febrer de 2012. El càrrec havia quedat vacant arran de la mort de Carlos Escarrà, anterior procurador.
Pel 15 de juliol de 2013, va contreure matrimoni amb el president de Veneçuela, Nicolás Maduro, qui va informar que es va casar amb Cilia Flores, sent Jorge Rodríguez, alcalde del Municipi Libertador, qui va servir com a Cap civil, qui va formalitzar l'Acta de Matrimoni.

## Controvèrsies

### El cas dels narconebots
Flores ha estat acusada de nepotisme per haver tingut a diversos dels seus parents propers treballant com a empleats a l'Assemblea Nacional, mentre que ella era diputada. D'acord amb el diari Tal qual, setze familiars de Flores treballaven en oficines de l'Assemblea Nacional mentre ella era a l'Assemblea Nacional. Flores va respondre als periodistes que van publicar les acusacions de nepotisme afirmant que era part d'una campanya de desprestigi, que qualifica de «mercenaris de la ploma». Tant l'oposició com l'oficialisme van denunciar el nepotisme definint-lo com una injustícia. Per al 2012, els familiars de Flores havien assolit accedir a 42 llocs en l'Assemblea Nacional.
L'11 de novembre de 2015, un fillol (Efraín Antonio Campo Flores) i un nebot (Francisco Flores de Freitas) de la primera dama, van ser arrestats a Haití per intentar introduir 800 kg de cocaïna als Estats Units d'Amèrica. Diosdado Cabello va qualificar l'acció de la DEA com un «segrest».

### Acusacions de controlar el Poder Judicial veneçolà
Christian Zerpa, qui fins a gener de 2019 era magistrat al Tribunal Suprem de Justícia (TSJ), va abandonar aquest càrrec i va fugir cap als Estats Units d'Amèrica amb la seva família per col·laborar amb la justícia estatunidenca.
En una entrevista oferta a canal EVTV a Miami, l'exmagistrat va donar una sèrie de declaracions en les quals destaca la suposada influència que Cilia Flors té sobre el poder judicial veneçolà.
Durant l'entrevista, l'exmagistrat va declarar que Cilia Flores és qui dirigeix i controla als magistrats de TSJ, i per això ha assegurat que a Veneçuela no existeix la separació de poders, afegint que fins i tot moltes sentències del Poder Judicial es prenen després de consultar clandestinament a la Presidència de la República.
També va assenyalar que la seva pròpia elecció com a magistrat va ser realitzada per Nicolás Maduro per tal de garantir decisions favorables a Govern i que Cilia Flores, esposa de Maduro, era qui li havia comunicat que seria magistrat, ja que aquest anteriorment havia estat aliat de l'oficialisme ocupant altres càrrecs dins del Poder Públic.